# Inocențiu Micu-Klein
Inocențiu Micu-Klein, de son nom laïc Ioan Micu, né en 1692 à Sadu en Transylvanie et mort le 22 septembre 1768 à Rome, est un évêque gréco-catholique roumain.

## Ses études
Après avoir appris lire et écrire dans son village natal, Klein a fait ses études secondaires au collège dirigé par les Jésuites de Cluj, pour suivre, entre 1722 et 1725, les cours de la faculté de philosophie du Collège Académique jésuite de Cluj. En 1725, il a commencé étudier la théologie à Nagyszombat (aujourd’hui Trnava, en Slovaquie occidentale).

## Son activité

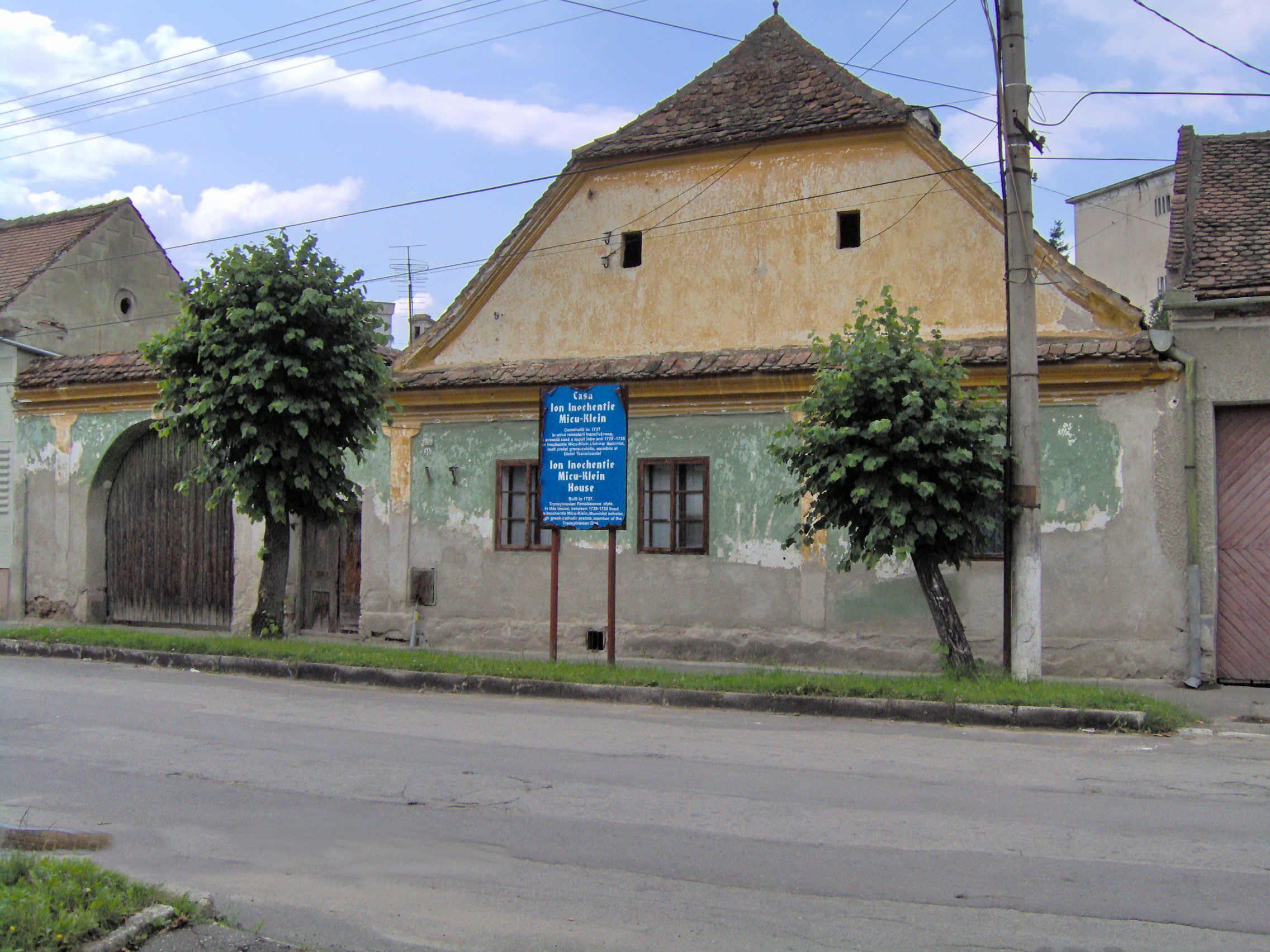
La demeure de Inocențiu Micu Klein, de Făgăraș, construite en 1727

Par diplôme impérial du 25 février 1729, l’empereur Charles VI a nommé Ioan Micu, qui était étudiant à Nagyszombat, évêque de Alba Iulia et Făgăraș. Simultanément, il a été élevé dans la fonction  de conseiller impérial. Le 5 septembre 1729, Ioan Micu a reçu le titre de baron et le nom « Klein », traduction en allemand de son nom roumain, Micu. À cette occasion, il est devenu membre de la Diète de la Transylvanie, l’assemblée législative de la principauté de Transylvanie. 
Le 23 septembre 1729, Ioan Micu-Klein a été ordonné prêtre dans l’église de l’Immaculée Baignée de larmes de Pócs, localité située au nord-est de la Hongrie actuelle. Le 25 septembre de la même année, il entre dans les ordres de saint Basile le Grand et il a pris le nom monacal Inocențiu, au monastère Saint-Nicolas de Moukatchevo, en Transcarpatie. Le 5 novembre 1730, toujours à Moukatchevo, Inocențiu Micu-Klein est sacré évêque. 
En 1733, il décide d’organiser un recensement de la population dans la plupart de la Transylvanie, à l’exception du territoire du Pays de la Bârsa et des localités sous-urbaines de Brașov, qui dépendaient juridiquement de l’évêque de Râmnic, de la Valachie Autrichienne, occupée pour peu de temps par les Autrichiens (1718-1739).
En 1737, il a fait muter son siège épiscopal de Făgăraș à Blaj, où il a posé la première pierre de la Cathédrale de la « Sainte-Trinité », partiellement terminée en 1747.
De 1744, jusqu’à sa mort, il a vécu en exil à Rome.

## La fin de sa vie

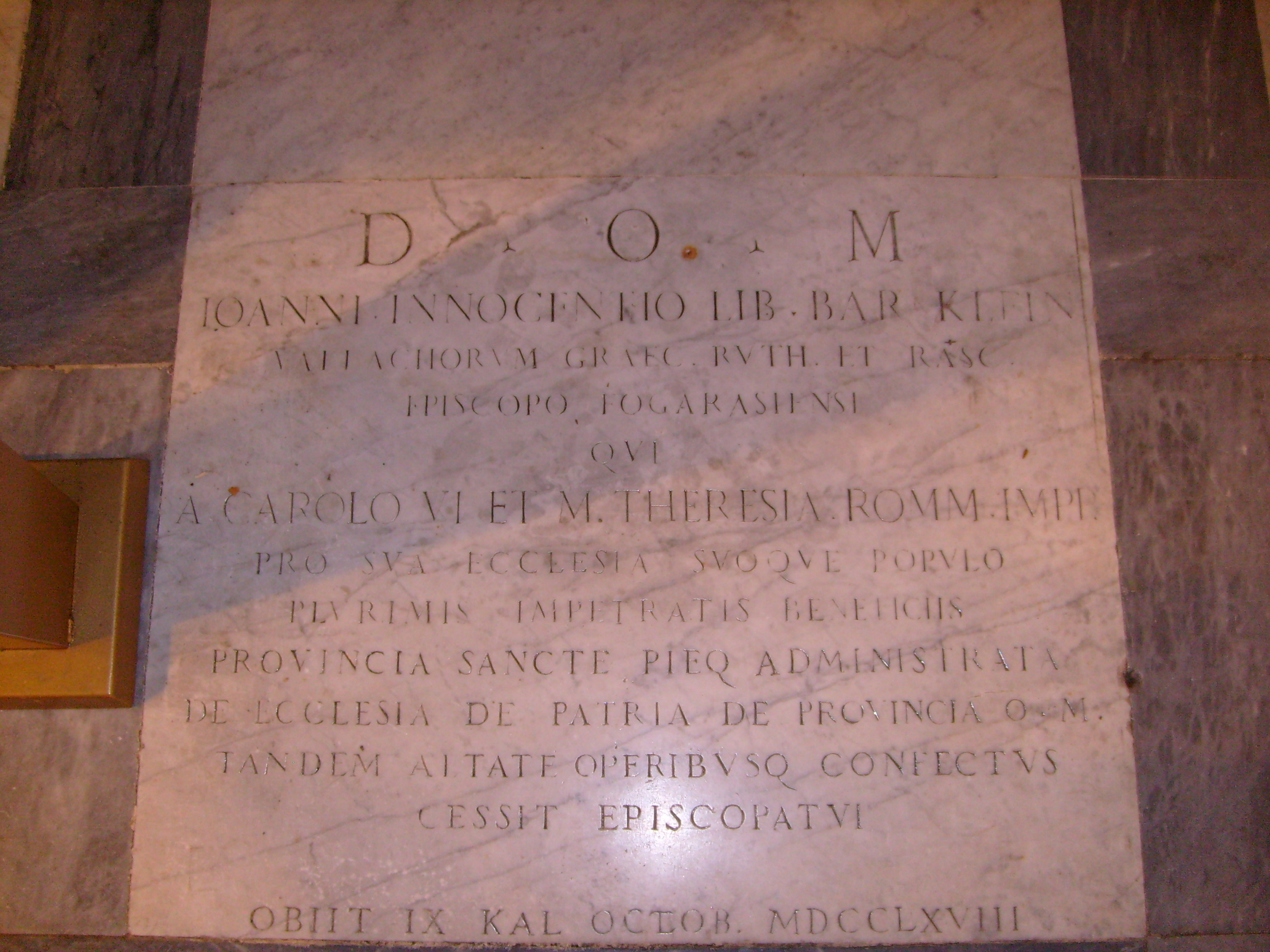
La pierre tombale de l’évêque Inocențiu Micu-Klein, dans l'Église Madonna del Pascolo de Rome

Dans ses ouvrages, ainsi que dans son testament, l’évêque avait exprimé son désir de reposer dans la Cathédrale de la « Sainte-Trinité » de Blaj, qu’il avait fondée. À sa mort, il fut enterré dans l’église Madonna del Pascolo de Rome. Son neveu, le savant Samuil Micu, fit apposer sur sa pierre tombale l’épitaphe latine suivante : « Ioanni Innocentio Lib. Bar. Klein Vallachorum Graec. Ruth. et Rasc. Episcopo Fogarasiensis Qui A Carlo VI Et M. Theresia Romm. Impp. Pro Sua Ecclesia Suoque Populo Plurimis Imperatris Beneficiis Provincia Sancte Pieq. Administrata De Ecclesia de Patria De Provincia O. M. Tandem Aetate Operibusq. Confectus Cessit Episcopatui. Obiit IX Kal. Octob. MDCCLXVIII ». 
Le 22 juin 1997, sa dépouille fut exhumée et transférée à l’église de l’Annonciation du Collège Roumain « Pio Romeno » de Rome. Le 2 août 1997, le cercueil contenant la dépouille de l’évêque fut apporté en Roumanie et déposé dans l’autel de la Cathédrale de la « Sainte-Trinité » de Blaj. Le 19 octobre 1997, il fut placé, dans une place d’honneur, dans une tombe de la Cathédrale de la « Sainte-Trinité » de Blaj, après des offices religieux.

## Numismatique
En 1992, l’Église grecque-catholique roumaine a émis une médaille commémorative, à l’occasion du 300e anniversaire de la naissance de l’évêque Inocențiu Micu-Klein. Sur l’avers de la médaille, il y a l’effigie de l’évêque et les années 1692 et 1992, et le texte suivant : « +IOAN INOCHENTIE MICU CLAIN+ 300 ANI DE LA NASTERE ». Sur le revers de la médaille, il y a gravées les silhouettes des écoles et, au centre de la pièce, la façade de la cathédrale de la Sainte-Trinité de Blaj, qu’il avait fondée. Au-dessous, il y a le texte suivant : « BLAJ 1737 ». La médaille est en tombac cuivré ayant un diamètre de 60 mm. La tranche de la médaille est lisse.

## Galerie d’images

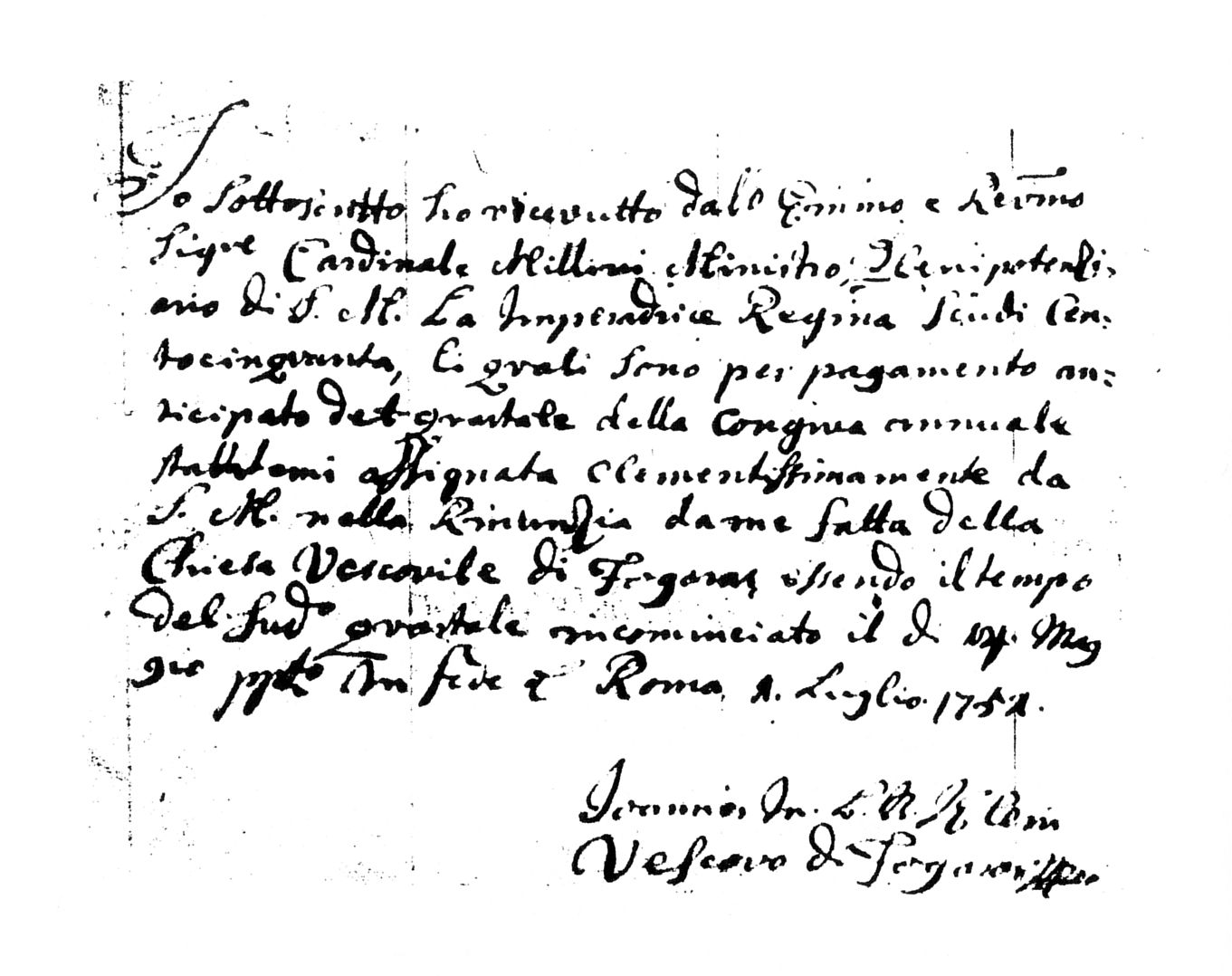
Lettre autographe signée Joannes In[nocentius] L[iber] B[aron] Klein Vescovo di Fogarasi
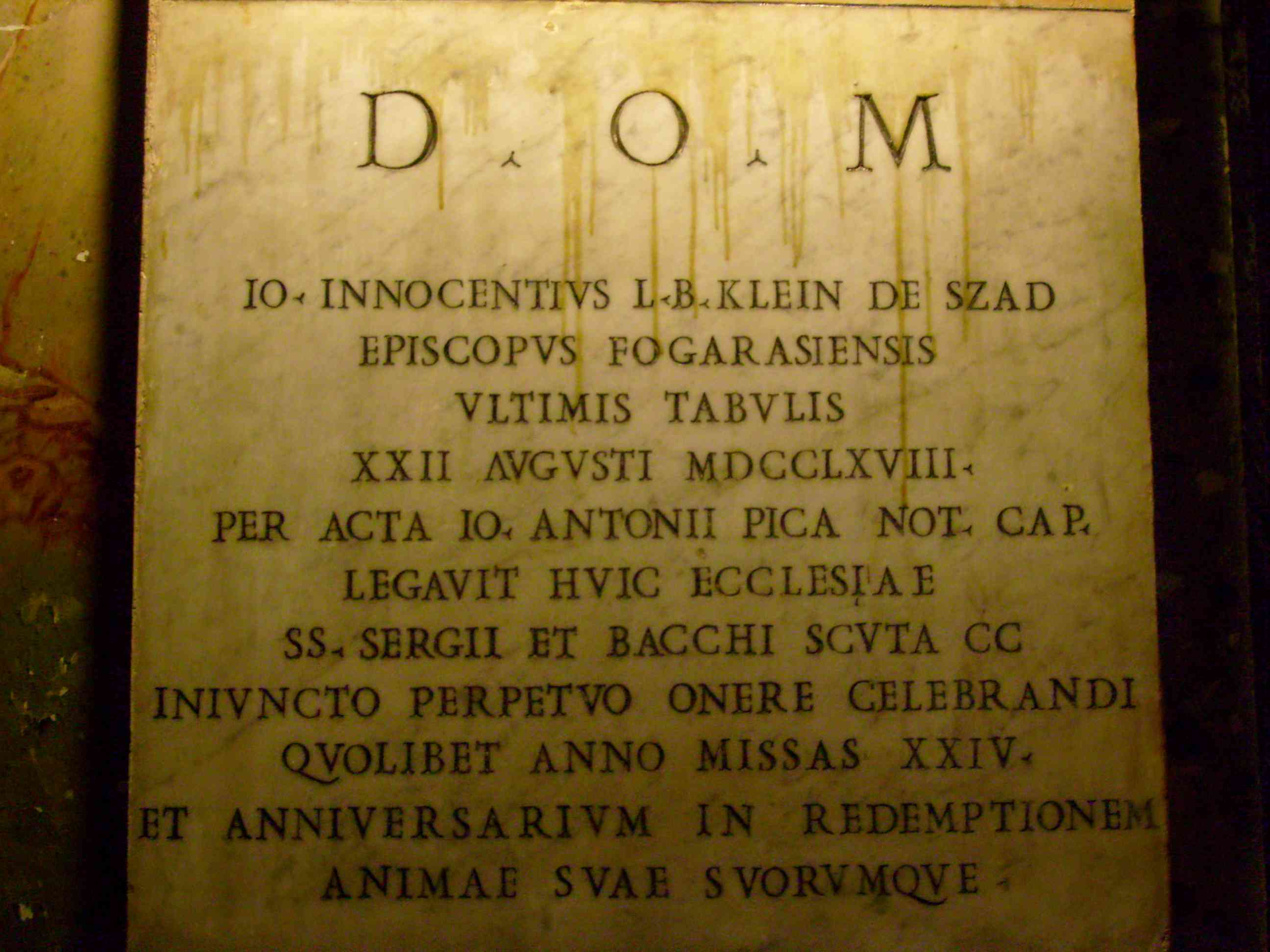
Plaque mémoriale dans l'Église Madonna del Pascolo de Rome (en latin)
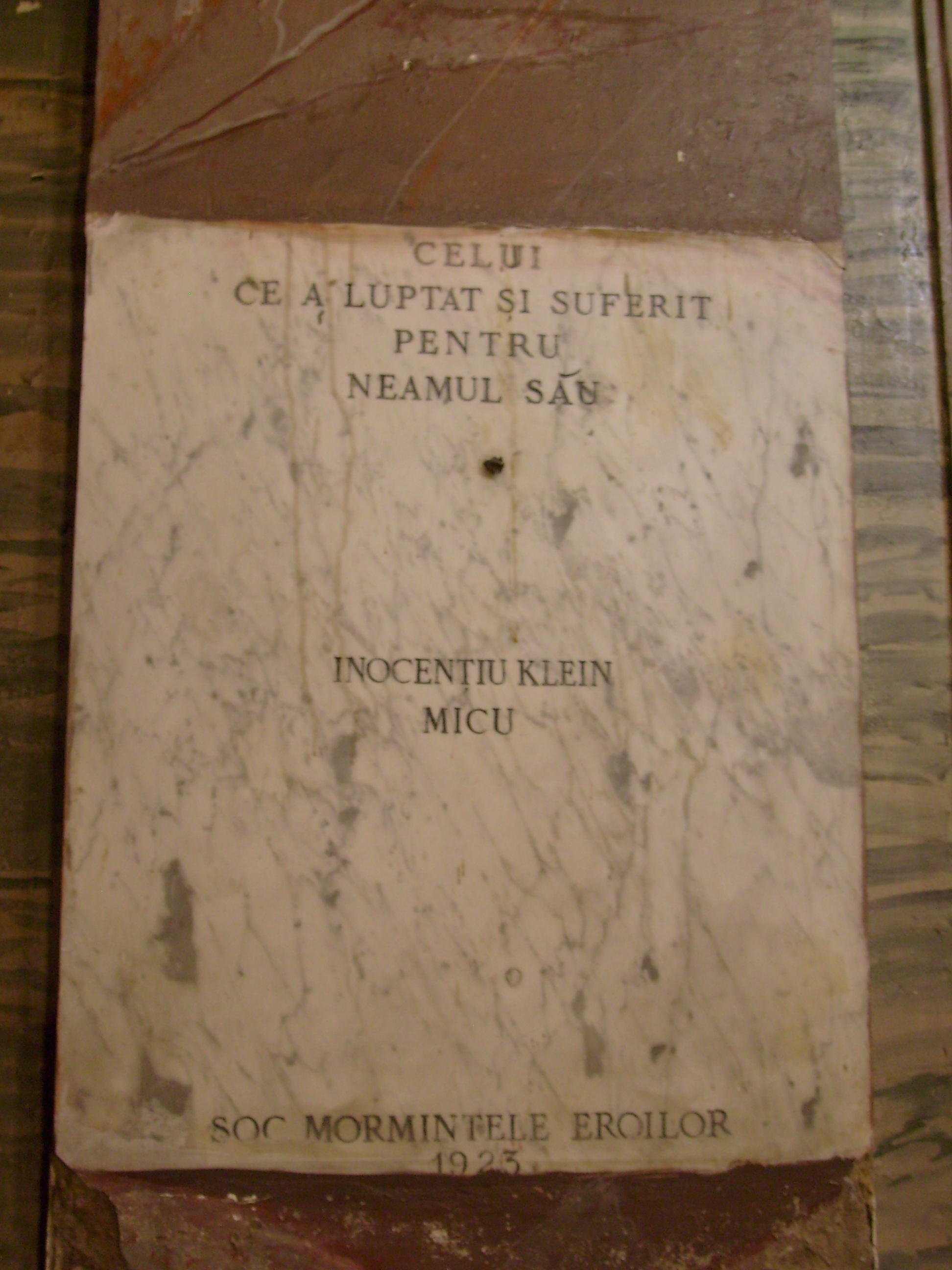
Plaque mémoriale dans l'Église Madonna del Pascolo de Rome (en roumain: Celui ce a luptat și suferit pentru neamul său, Inocențiu Micu Klein[8])
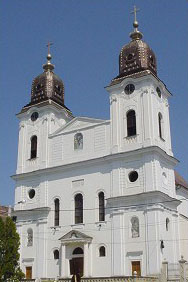
La cathédrale de la Sainte-Trinité de Blaj fondée par l’évêque Inocențiu Micu-Klein